# Cs. Sebestyén Károly
Cs. Sebestyén Károly, csíki és nagyborosnyói  (Karánsebes, 1876. május 13. – Budapest, 1956. december 21.), magyar etnográfus, a szegedi múzeumban Móra Ferencnek 20 éven keresztül bizalmas munkatársa, 1934-1936 között a Somogyi Könyvtár és Városi Múzeum megbízott igazgatója, a Műemlékek Országos Bizottságának levelező tagja, a szegedi egyetem tanára. Saját tudományterületén kívül a régészet módszereiben is jártas volt.

## Élete
Székely nemesi családból származott Sebestyén Károly és Deák Hyaczintha fiaként. Korán kitűnt rajztehetsége, melyet Budapesten a Mintarajztanodában fejlesztett tovább, majd Schulek Frigyes építőművésznél vállalt rajzolói állást. 1898 nyarán rajztanári oklevelet szerzett, ezután Pancsovára, majd Szegedre került. Néprajzi kutatásokra rokona, Horger Antal is ösztönözte. 1907-ben Ausztriában és Németországban is járt állami ösztöndíjjal. 1920-ban helyezték át a szegedi Városi Múzeumba (ma: Móra Ferenc MÚzeum).
Amikor a múzeumhoz került, Móra Ferenc ásatásai nyomán az ország legtöbb feltárását végző intézménye volt. Az egyre gyarapodó régészeti gyűjtemény rendezése rá hárult, melyet pontos nyilvántartás vezetésével és fényképkatalógussal tett használhatóvá és könnyebben feldolgozhatóvá. Az így általa is megismert anyag vált kiinduló pontjává a régészet és a néprajz határán lévő problémák vizsgálatához. Ilyen témák voltak az avar és a honfoglalás kori íjak és tegezek rekonstrukciója, melyeket néprajzi párhuzamok alapján végzett. Móra több ásatásán részt vett, melyek közül a kundombi temető feldolgozását is elvégezte. Móra nyomában folytatta a kiemelkedő hun kori nagyszéksósi aranylelet feltárását.
1926-ban a Ferenc József Tudományegyetem Bölcsészettudományi Kara doktorrá avatta. 1931. december 12-én Solymossy Sándor a magyar tárgyi néprajz témakörből egyetemi magántanárrá habilitálta. Solymossy nyugdíjba vonulásával a néprajzi tanszék intézményi kereteit fenntartva a szakot Sík Sándor adminisztratív vezetésével Cs. Sebestyén Károly és Bálint Sándor egyetemi magántanárok vitték tovább. Móra halála után (1934) két évig a Somogyi könyvtár és a Városi Múzeum megbízott igazgatója lett.
1938-ban nyugdíjba vonult, 1939-ben pedig feleségével Budapestre költözött. 1947 januárjától a Néprajzi Múzeum Etnológiai Adattárában a rajz- és a festménygyűjtemény gondozásával foglalatoskodott. Halálával több kéziratban lévő munkája befejezetlen és kiadatlan maradt.
Néprajzi témakörökben a lakáskultúrával a népi bútorokkal, valamint szülőföldje és a Székelyföld népviseletével foglalkozott a legtöbbet. Ezen kívül Szeged építészettörténeti kutatásában is kiemelkedő szerepet játszott. Elsősorban neki köszönhető hogy a Szent Demeter-templom bontása nem maradt tudományos figyelem nélkül. Kutatásai nyomán 5 építési fázist tudott elkülöníteni. Ezen kívül a szegedi vár vizsgálatának is szentelt néhány tanulmányt. Munkásságában tudatosan több tudomány módszereit és eredményeit használta fel.
Halálát szívmegbetegedés okozta. Felesége Pauck Etelka volt, akivel 1902-ben kötött házasságot Lugoson.

## Jelentősége
Egyik első néprajzi tárgyú írása a jellegzetes szegedi napsugárdíszes házvégekre hívta föl a figyelmet.
A Dömötör-tornyot, Szeged legrégibb, Árpád-kori műemlékét az Alföld ritka múltú, épen maradt, történelmi nevezetességű építményét Cs. Sebestyén Károlynak köszönheti az utókor. A török e tájon mindent elpusztított szerencse, hogy a 13. századból való tornyot beépítették a későbbi templomokba, s amikor a Fogadalmi templom építése végett az öreg Dömötör templomot lebontották, Cs. Sebestyén Károly a barokk toronyból kihámozhatta az ősit, az Alföldön páratlan értékű műemléket. Megmentette, s Móra Ferenc, Buday Árpád, Banner János és mások segítségével sikerült is megóvnia. Cs. Sebestyén Károly fölkutatta Szeged múltjának fehér foltjait, föltárta középkori kultúrájának bizonyító emlékeit.
A néprajz és régészet határán húzódik meg az a kutatóterülete, amelyben a honfoglaló magyarság életmódjára vonatkozó érdekes tárgyakat cserkészett be. A magyar nyílról és íjról, őseink kenyeréről, halászatáról, pásztorkodásáról, sőt lóversenyeiről értékes megfigyeléseket, összefüggéseket tárt föl.Szegedi múzeumi szolgálata alatt tervszerűen tanulmányozta a muzeológia legkorszerűbb eredményeit, s ebben messze megelőzte kortársait. Ausztria, Olaszország, Németország, Svájc, Hollandia, Belgium, Franciaország és Anglia műemlékeinek és múzeumainak tanulmányozására utakat tett, s tanulságaikat kamatoztatta a szegedi múzeum életében. Szegedről eltávozva, nyugdíjasként is tovább folytatta tudományos tevékenységét. A Néprajzi Múzeumban dolgozott haláláig, 1956-ig.

## Válogatás műveiből
- 1904 Halotti deszka, Néprajzi Értesítő
- 1904 Szegedi napsugárdíszes házvégek, Néprajzi Értesítő
- 1926 A szegedi vár legrégibb története, Dolgozatok 2, 144-157.
- 1927 A szegedi Szent Demeter templom építéstörténete, Dolgozatok 3, 188-208.
- 1928 Szeged középkori vára, Dolgozatok 4, 257-293.
- 1929 Az algyői templom, Dolgozatok 5, 132-138.
- 1931 A szegedi Szent Demeter templom, Dolgozatok 7, 205-212.
- 1931 Rejtélyes csontok népvándorláskori sírokban. Szeged
- 1932 A magyarok íjja és nyila. Dolgozatok 8. 167-226, 227-255.
- A magyarok íjja és nyila; Somogyi-könyvtár–Városi Múzeum, Szeged, 1933 (A szegedi Városi Múzeum kiadványai)
- 1938 Szeged középkori templomai, A Szeged Városi Múzeum Kiadványai 8, 1-127.
- A székelyház eredete; Néprajzi Múzeum, Bp., 1941 (A Néprajzi Múzeum füzetei)
- Krassó-Szörény vármegye parasztháza; Erdélyi Tudományos Intézet, Kolozsvár, 1944
- 1948 A Krassó-Szörény vármegyei románok népviselete, Az Alföldi Tudományos Intézet Évkönyve II, 67-98.
- The Szeged-Kundomb cemetery / The Szeged-Makkoserdő cemetery / The Csengele-Feketehalom cemetery; szerk. Kovrig Ilona, Madaras László, angolra ford. Cs. Sós Ágnes; KLTE, Debrecen, 1995 (Das awarische Corpus)
- Utcák, terek, templomok, házak. Válogatott írások Szegedről; szerk. Péter László; Bába, Szeged, 2004
- A Szeged kundombi avar temető

## Emlékezete
- 2006. december 7-én konferenciát szerveztek személyéről, halálának 50. évfordulója alkalmából